# Helge Norlander
Helge Gösta Emil Norlander, född 17 mars 1884 i Kristianstad, död 14 februari 1953 i Stockholm, var en svensk företagare.
Helge Norlander var son till rustmästaren Ernst Otto Norlander. Efter mogenhetsexamen i Kristianstad 1902 och studier vid Tekniska högskolan var han anställd vid olika maskinfirmor i Stockholm, innan han 1917 grundade Svenska verktygsexportaktiebolaget. Företaget ombildades 1925 till AB Sveaexport, med Norlander som VD, för export av verktygsmaskiner och andra svenska industriprodukter, särskilt till Polen. Bolaget erhöll 1925 agenturen för Polska statens stenkolsgruvor. För att ytterligare främja de polska handelsförbindelserna stiftade Norlander 1931 AB Svea kolimport, med ett dotterbolag i Warszawa. Han var även detta bolags VD. Norlander var styrelseledamot i Sveriges allmänna exportförening från 1935, styrelseledamot och vice ordförande i Sveriges utrikeshandels kompensationsaktiebolag från 1941 och i Svenska verkstadsindustrins standardcentral från 1944. Han var huvudintressent i Wedevågs bruks AB och ordförande i dess styrelse från 1936. Norlander var även ordförande i styrelsen för velocipedfabriken Nymanbolagen AB i Uppsala från 1937 samt styrelseledamot i Nordiska armaturfabrikerna i Linköping, i Banan-Kompaniet, i J. P. Brandt AB, i AB Ekensbergs varv med flera företag. Han är begravd på Norra begravningsplatsen utanför Stockholm.